# Новоархангельское (Тамбовская область)
Новоарха́нгельское - село в Первомайском районе Тамбовской области. Административный центр сельского поселения Новоархангельский сельсовет. 

## География
Расположено в долине реки Сухой Иловай в 5 км к северо-западу от посёлка Первомайский.

## История
Основано во второй половине 19 века, вероятно выходцами из с. Новоклёнское (судя по фамилиям уроженцев в ОБД "Мемориал") и возможно из других мест.
В 1914 году село Архангельское Иловай-Дмитриевской волости Козловского уезда Тамбовской губернии.

## Население
| 1914 | 2010 |
| ---- | ---- |
| 3128 | ↘917 |